# 화계중학교
화계중학교(華溪中學校)는 대한민국 서울특별시 강북구 수유동에 있는 공립 중학교이다.

## 학교 연혁
- 1970년 9월 1일 : 초대 이연의 교장 부임
- 1971년 3월 3일 : 개교 및 입학식 거행
- 2002년 3월 1일 : 교명변경(수유여자중학교에서 화계중학교로, 남녀공학)
- 2018년 2월 2일 : 제45회 졸업식(졸업생 총수 29,390명)
- 2021년 3월 1일 : 제15대 장윤숙 교장 부임
- 2023년 1월 5일 : 제50회 졸업식(130명)
- 2023년 3월 2일 : 제53회 입학식(119명)

## 참고 자료
- 화계중학교 - 한국교육학술정보원 학교알리미